# Okręg wyborczy South Wales
Okręg wyborczy South Wales – jednomandatowy okręg wyborczy do Parlamentu Europejskiego (PE), istniejący w latach 1979-1994 i obejmujący, zgodnie z nazwą, południową część Walii. Był jednym z pierwotnych okręgów, na jakie Wielka Brytania została podzielona przed pierwszymi wyborami bezpośrednimi do PE w 1979. Przed wyborami w 1994 został zlikwidowany, a na jego obszarze powstały dwa nowe okręgi: South Wales Central i South Wales West. 

## Lista posłów
| okres urzędowania | poseł         | przynależność |
| ----------------- | ------------- | ------------- |
| 1979-1989         | Win Griffiths | Partia Pracy  |
| 1989-1994         | Wayne David   | Partia Pracy  |

źródło: 